# François d'Esparbès de Lussan d'Aubeterre
Pour les autres membres de la famille, voir Famille d'Esparbès de Lussan.
François d'Esparbès de Lussan (vers 1571-1628), vicomte d'Aubeterre, seigneur de Lussan, baron de Chadenac, La Serre et autres domaines, est un aristocrate et militaire français, fait maréchal de France en 1620.

## Biographie

### Origines
La famille d'Esparbès de Lussan tire son nom d'une terre située près d'Auch. Au cours de son histoire, elle a donné de nombreux militaires, notamment des lieutenants-généraux des armées du roi et deux maréchaux de France.
François d'Esparbès de Lussan d'Aubeterre est le fils de Jean-Paul d'Esparbès (vers 1534-1616), dit le marquis de Lussan, mestre de camp du régiment de Piémont (1577), gouverneur de la ville de Blaye (1586) et sénéchal d'Agenais, catholique zélé et partisan de la Ligue, adversaire résolu des huguenots et d'Henri IV, jusqu’à son abjuration (1594).
Il est également le neveu de Pierre d’Esparbès de Lussan (vers 1540-1621), chevalier de l'ordre de Saint-Jean de Jérusalem en 1556 distingué dans plusieurs batailles navales face aux Turcs, député aux États généraux de 1614.

### Carrière politique
En opposition avec les idées de son père, François d'Esparbès de Lussan fut un fidèle compagnon d'Henri de Navarre dès 1588, le soutenant dans ses guerres contre la Ligue, puis lors de la reconquête du royaume.
En 1590, son père ayant résigné ses fonctions de gouverneur de Blaye, il est nommé à ce poste et le conserve jusqu'en 1620.
Vicomte d'Aubeterre depuis son mariage en 1597, François d'Esparbès est nommé conseiller d'État en 1611, puis gouverneur et sénéchal de l'Agénois et du Condomois en remplacement de son père en janvier 1613.
S'étant montré favorable à la reine-mère Marie de Médicis et au parti du duc d'Épernon en 1620, il tombe en disgrâce et Louis XIII lui ordonne de céder le gouvernement de Blaye à un frère cadet du duc de Luynes, Léon d'Albert, seigneur de Brantes, duc de Piney-Luxembourg. Le vicomte d'Aubeterre obéit mais manifeste un fort mécontentement. De fait, le roi se met bientôt à redouter une révolte de ce général. Pour éviter une telle situation, la couronne lui fait don de 300 000 livres, puis Louis XIII le nomme maréchal de France le 18 septembre 1620 et, le 22, conseiller honoraire au parlement de Bordeaux avec entrée en séance quand bon lui semblerait.
En 1624, le maréchal d'Aubeterre sert sous les ordres du duc de Mayenne au siège et à la prise de Caumont et de Nérac.
Il meurt en son château d'Aubeterre au mois de janvier 1628.

## Famille
Il avait épousé par contrat du 15 avril 1597 Hippolyte Bouchard (vers 1575-1638), vicomtesse d'Aubeterre, fille unique de David, vicomte d'Aubeterre, chevalier des ordres du roi, capitaine de 50 hommes d'armes de ses ordonnances, conseiller d'État, sénéchal et gouverneur du Périgord, et de Renée de Bourdeilles.
Leur fille Isabelle d'Esparbès de Lussan, mariée à Pons de Salignac, comte de Fénelon, fut la mère de François de Salignac, sulpicien né en 1641, qui partit évangéliser les Iroquois en 1667, sur le lac Ontario au sud de Montréal et qui mourut en France le 31 août 1679. En 1651, son père aura un fils de sa seconde épouse. Portant le même prénom que son aîné, ce dernier deviendra le fameux Fénelon, auteur des Aventures de Télémaque.
Un de leurs fils cadets, Louis d'Esparbès de Lussan (vers 1616-1693), comte de La Serre, lieutenant-général des armées du roi, se signala aux batailles de Rocroi, de Nördlingen et en plusieurs autres occasions.

## Armoiries
| Figure | Nom du prince et blasonnement |
|        | Armes des Esparbès de Lussan D'argent, à la fasce de gueules, acc. de trois merlettes de sable., |
|        | Écartelé: aux 1 et 4, de gueules, à trois léopards d'or, armés et lampassés d'argent, l'un sur l'autre (Bouchard); aux 2 et 3, losangé d'or et d'azur, au chef de gueules (Raimondi d'Aubeterre) ; sur le tout d'argent, à la fasce de gueules, acc. de trois merlettes (alias de trois éperviers) de sable (Esparbes de Lussan). |